# Nossa Senhora de Bechouat
Nossa Senhora de Bechouat é uma dedicação mariana venerada em Bechouat, no Vale do Bekaa (Líbano).
Em 1741, uma estátua bizantina de madeira da Virgem Maria foi descoberta numa gruta, sobre a qual foi posteriormente construída uma igreja (o Santuário de Nossa Senhora de Bechouat), que hoje constitui um local de peregrinação, sendo costume que muitos fiéis passam a noite rezando ou meditando junto às portas do templo.

## Milagres
Nossa Senhora de Bechouat é credora de inúmeros milagres, com milhares de devotos fazendo uma peregrinação desde a vila de Bechouat até o santuário onde está guardada a imagem, uma réplica de Nossa Senhora de Pontmain feita em 1880 e transferido para o seu destino atual por ordem de um padre jesuíta a pedido dos paroquianos após o incêndio do templo no início do século XX.
Um dos milagres atribuídos a Nossa Senhora de Bechouat foi testemunhado por Tony Sukkar, um libanês de 37 anos, residente em Nova York. Sukkar sofria de uma doença crônica que havia paralisado completamente a parte superior de seu corpo; Durante uma visita ao Líbano, o homem foi ao santuário e rezou à Virgem, a quem pediu para ser curado de sua doença. Pouco depois, Sukkar se recuperou e conseguiu se mover livremente, fazendo uma estátua da Virgem em sua cidade natal, Deir Al-Ahmar, como sinal de agradecimento.
Outro milagre foi testemunhado por Mohammed Naef Al-Awwad Al-Hawadi, um menino de 10 anos; enquanto acompanhava seus pais, muçulmanos originários da Jordânia, durante uma peregrinação ao templo, o menino declarou ter visto a estátua piscar, assim como muitos fiéis que ali pernoitaram, que afirmaram ter visto como os olhos, as mãos e o rosário da Virgem se moviam.